# クール宅急便
クール宅急便（クールたっきゅうびん）は、ヤマト運輸の宅急便サービスの一つ。

## 概要
宅急便の中でも、特に生鮮食品・冷凍食品の配送に主眼を置いたサービス。サービス開始当初は「冷蔵（5℃以下）」・「氷温（0℃）」・「冷凍（-18℃以下）」の3温度帯を設けていたが、その後家庭の冷蔵庫の実情に合わせ1993年に氷温帯を廃止し、冷蔵（0 - 10℃）・冷凍（-15℃以下）の2温度帯を設けるサービスとなっている。

## 開発の経緯
元々は1984年に、当時のヤマト運輸社長の小倉昌男が「荷物にも涼しい思いをさせてやれないものだろうか」と言い出したことが開発のきっかけとされている。当時、宅急便で配送される荷物の約半数が食料品であり、東京集配センターでは荷物の約1/3が保冷剤等が入った発泡スチロール容器のものだった。現場視察でこれを目の当たりにした小倉の提案により、翌1985年4月の同社経営戦略会議において「宅急便に保冷機能を付加した運輸システムの開発」が決定され、本格的な開発が始まった。
開発当初は「冷凍帯に対応した配送車両の開発は困難」という車両メーカー側の意見から「冷蔵・チルド」の2温度帯によるサービスが検討されていたが、小倉は「冷凍サービスが無いのはおかしい」として3温度帯でのサービス提供にこだわり、経営会議もそれに同意。結果的に配送用トラック等の開発には約150億円という大金が投じられた。
1987年8月1日より一部地域でテスト的にサービスを開始。当初集配車に取り付けられた冷凍用コンプレッサーは1基だったが、真夏の暑さに耐えきれないことがわかり、本サービス時にはコンプレッサーを2基に増設した。また北海道では、厳冬期には冷蔵・チルド帯の荷物が逆に凍ってしまう事態となり、北海道仕様車では温度維持のためのヒーターを取り付けた。1988年4月より正式にサービスを開始し、日本における生鮮食料品の冷蔵小口輸送の先駆けとなった。
配送量は1989年度には1,958万個だったものが、1998年度には9,763万個にまで増加し、宅急便の主力サービスの一つとなっている。

## 問題
クール宅急便は、その配送する荷物の性格から厳格な温度管理が求められるが、2013年10月には、一部の営業所で夏場に保冷用コンテナを開け放したまま作業した結果として内部の温度が大きく上昇し、温度管理がされていなかったことが明らかとなった。このため同社では、同年11月に新しい配送車の開発、システムの見直しなどを主眼とした再発防止策、並びに当時の社長や役員の減俸といった処分を発表している。